# منظمات مرض آلزهايمر
هذه قائمةٌ لمنظماتٍ مُختلفةٍ لمرض آلزهايمر في دولٍ مختلفةٍ حول العالم.

## عالميًا
- اليوم العالمي للزهايمر
- منتدى أبحاث الزهايمر [الإنجليزية]

## آسيا

### السعودية
- الجمعية السعودية الخيرية لمرض الزهايمر

### لبنان
- رابطة الزهايمر لبنان

### سلطنة عمان
- الرابطة العمانية للزهايمر

## أفريقيا

### جنوب أفريقيا
- آلزهايمر جنوب أفريقيا

### ليبيا
- الجمعية الليبية لمرضى الزهايمر

### تونس
- الجمعية التونسية لمكافحة مرض الزهايمر

### السودان
- الجمعية السودانية الخيرية لرعاية مرضى الزهايمر

## أوروبا
- آلزهايمر أوروبا

### ألمانيا
- Deutsche Alzheimer Gesellschafte e.V

### جمهورية إيرلندا
- The Alzheimer Society of Ireland

### هولندا
- آلزهايمر هولندا
- مركز أبحاث إلزهايمر (ARC)

### المملكة المتحدة
- صندوق أبحاث آلزهايمر [الإنجليزية]
- جمعية آلزهايمر [الإنجليزية]
- مركز أبحاث الخرف [الإنجليزية]

## أستراليا
- آلزهايمر أستراليا

## أمريكا الشمالية

### كندا
- جمعية آلزهايمر في كندا [الإنجليزية]
- جمعية آلزهايمر في أونتاريو [الإنجليزية]

### الولايات المتحدة
- جمعية آلزهايمر [الإنجليزية] للبحث والتعليم والدعم.
- مؤسسة أبحاث آلزهايمر
- مؤسسة أوغست ديتر، حيثُ تُعد أوغست ديتر (1850 - 1906) أول حالةٍ شُخصت فيما يعرف الآن بمرض آلزهايمر بواسطة الطبيب ألويس ألزهايمر عام 1902.
- مؤسسة برايت فوكس [الإنجليزية]
- Caregiver.org
- صندوق علاج آلزهايمر [الإنجليزية] - يستعمل نهج المشاريع الخيرية
- المعهد الوطني للشيخوخة [الإنجليزية]
- مركز فيشر لمؤسسة أبحاث آلزهايمر [الإنجليزية]
- ميموري بريدج [الإنجليزية]